# Predicat
În gramatica tradițională, predicatul este una din cele două părți de propoziție principale, cealaltă fiind subiectul, altfel spus, este unul din constituenții propoziției minimale, celălalt fiind subiectul.
Divizarea aceasta a fost introdusă din Antichitate, pornind de la analiza structurii sintactice a limbajului de către diverși filosofi cum ar fi Aristotel. De la el provine evidențierea cuplului subiect–predicat, definiția „despre ceea ce se spune ceva / ceea ce este spus”.
Încercările de a defini predicatul se fac prin raporturile sale cu subiectul, și nicio definiție nu este pe deplin satisfăcătoare, nici în cadrul unei singure limbi, și cu atât mai puțin există una generală. Cel puțin în limbile flexionare și în cele aglutinante, predicatul are trei caracteristici, dar fiecare cu limitele sale:
- Predicatul este cel căruia subiectul îi determină persoana și numărul. În unele cazuri, îi determină și genul, ceea ce este valabil numai pentru unele limbi, iar în acestea pentru anumite forme ale predicatului verbal și pentru predicatul nominal cu numele predicativ exprimat prin anumite părți de vorbire.
- Predicatul este în general un verb, dar poate fi și altă parte de vorbire. De asemenea, există și propoziții fără predicat, neanalizabile.
- Predicatul este ceea ce se spune despre subiect, dar la fel se definește și rema propoziției, atunci când tema acesteia coincide cu subiectul, însă rema este uneori diferită de predicat.

Ultima din aceste caracteristici este folosită ca definiție a predicatului de mai mulți gramaticieni. Predicatul poate exprima în legătură cu subiectul:
1. o acțiune pe care o efectuează: ro  Elevul citește[10];
2. o acțiune pe care o suferă: en  The cat was chased by the dog „Pisica era urmărită de câine”[11];
3. faptul că se întâmplă ceva cu el: ro  Mă doare capul[12];
4. faptul că există: fr  Il y a du bruit „Este zgomot”[13];
5. faptul că are pe cineva sau ceva: hr  Svi mi imamo posebne zadatke „Noi toți avem sarcini aparte”[14];
6. starea sa: hu  A gyerek rosszul van „Copilului îi este rău”[15];
7. identificarea sa: hu  Az a fiú a testvérem „Băiatul acela e fratele meu”[16];
8. clasarea sa într-o categorie: sr  Moj brat je inženjer „Fratele meu este inginer”[17];
9. calificarea sa: ro  Ei sunt veseli[12];
10. faptul că se caracterizează printr-o cantitate: hu  Az erdőben sok gomba van „În pădure sunt multe ciuperci”[15].

Predicatul poate fi un cuvânt cu trăsături semantice și gramaticale care îl fac să poată constitui o propoziție analizabilă fără participarea altei părți de propoziție. Este cazul verbelor care exprimă fenomene naturale: Plouă, Tună, Ninge, E cald. Alte verbe pot constitui o propoziție analizabilă cu subiectul inclus în desinența lor personală: hr  Već sam i kaput bio obukao „Îmi îmbrăcasem deja și paltonul”. Tot din cauza înțelesului lor, sunt însă și predicate care nu pot exista fără să fie asociată cu ele altă parte de propoziție, de exemplu:
- subiect: hu  Kék az ég „Cerul e albastru”[16];
- complement direct: ro Atunci el spuse o prostie[19];
- alt tip de complement: fr  Il habite à Paris „Locuiește la Paris”[20].

## Tipuri de predicat
Tipurile de predicat se stabilesc după părțile de vorbire care îl pot exprima. După unele gramatici există numai două feluri de predicat, verbal și nominal. Unele gramatici ale limbii române tratează pe lângă predicatul verbal și cel nominal, predicatul adverbial și predicatul interjecțional. Bărbuță 2000 distinge pe lângă aceste patru tipuri și predicatul verbal-nominal.

### Predicatul verbal
Predicatul verbal este în primul rând cel exprimat printr-un verb propriu-zis la un mod personal, numit și mod predicativ (vezi mai sus primele cinci exemple). În unele gramatici se consideră predicat verbal numai acesta.
După alte gramatici, și locuțiunile verbale intră în categoria predicatului verbal:
- ro  „Căci singura mea rugă-i uitării să mă dai” (Mihai Eminescu)[22];
- fr  Ils ont pris la fuite „Au luat-o la fugă”[24];
- en  John gave the roses a prune „John a curățat puțin trandafirii” (literal „… a dat trandafirilor o curățire”)[25].

În unele gramatici se consideră că predicat verbal poate fi și verbul la un mod nepersonal, dar mai rar.

#### Exprimat prin verb lainfinitiv
- în locul imperativului:

- în atenționări și interdicții:

ro  A nu se fuma!;
fr  Ne pas se pencher dehors „Nu vă aplecați în afară”;
- în moduri de întrebuințare:

ro  A se păstra la rece!;
fr  Bien agiter avant usage „A se agita bine înainte de folosire”;
- în rețete alimentare: fr  Ajouter le jaune d’œuf,… „Adăugați gălbenușul,…”;

- pentru a exprima un subiect nedeterminat:

- fr  Pourquoi ne pas y aller? „De ce n-aș/n-ai/n-am/n-ați merge?”;
- hu  Innen látni a város fényeit „De aici se văd luminile orașului”.

În gramatici românești și franceze, infinitivul este considerat predicat în propoziție subordonată atunci când are subiect diferit de cel al verbului regent. După Bărbuță 2000, acest lucru este posibil după prepoziția până (Până a nu se aduna toți, ședința nu putea fi începută) și după locuțiunea prepozițională înainte de: Înainte de a spune el ceva, ea dovedise să plece.
După gramatici franceze, infinitivul poate fi predicat în aceeași situație, dacă este subordonat unor anumite verbe:
- care exprimă o recomandare, un sfat, o dispoziție, un ordin: Je dis à Pierre de sortir „Îi spun lui Pierre să iasă”[29];
- care exprimă acțiunea unui organ de simț: Je vois Paul partir „Îl văd pe Paul plecând”[30].
- verbul faire: J’ai fait entrer les étudiants „I-am introdus pe studenți” (lit. „I-am făcut pe studenți să intre”)[31]:
- verbul laisser: Laissez passer la voiture „Lăsați mașina să treacă”[31].

#### Exprimat prin verb la alt mod nepersonal
Tot în gramatici românești și franceze, și cu aceeași condiție ca mai sus, pot fi predicate și verbe la modurile:
- ro  gerunziu: „Căci voi murind în sânge, ei pot să fie mari” (M. Eminescu)[22];
- ro  participiu, în construcție eliptică de verbul auxiliar a fi: Părăsit de toți, copilul a început să plângă (= Deoarece fusese părăsit de toți,…)[22];
- ro  supin, prin elipsă: De reținut acest lucru (= E de reținut…)[6];
- fr  participiu prezent (corespunzător gerunziului din română): La patience aidant, vous réussirez „Cu răbdare, veți reuși” (literal „Răbdarea ajutând, veți reuși”)[32];
- fr  participiu trecut (corespunzător participiului din română): Le chat parti, les souris dansent „Când pisica nu-i acasă, joacă șoarecii pe masă” (lit. „Pisica plecată, șoarecii dansează”)[32].

Predicatul verbal poate fi omis din motive stilistice, inclusiv când s-ar repeta în propoziții învecinate:
- ro  – Să aducă volumele? – Cine?, Și iepurele alerga nebunește la vale. Mingea – după el![10];
- fr  – Iras-tu à la réunion ? – Avec plaisir „– Ai să mergi la ședință? – Cu plăcere”[33];
- hu  „Háta mögött farkas, feje fölött holló” „În spate lup, deasupra capului corb” (Sándor Petőfi)[34].

### Predicatul interjecțional
Interjecția predicativă poate fi un cuvânt propoziție precum Na!, Poftim! sau Hai! Aceasta din urmă poate primi și două desinențe verbale: Haidem!, Haideți! Printre interjecțiile predicative se includ și cele cu care se cheamă, se alungă sau se mână animale: Marș!, Ho!, precum și onomatopee. Asemenea cuvinte pot avea și compliniri:
- complement direct și indirect: ro  Na-ți cartea![36];
- complement circumstanțial:

- ro  „Pupăza zbârr! pe-o dugheană” (Ion Creangă);
- hr  Zatrčao se i hop preko plota „Și-a luat avânt și hop peste gard”.

### Predicatul adverbial
În unele gramatici ale limbii române se consideră adverbe predicative trei feluri de cuvinte.
Unele sunt cuvinte și locuțiuni precum bineînțeles, cu siguranță, de bună seamă, desigur, firește, pesemne, poate. În gramatici ale altor limbi acestea constituie o clasă lexico-gramaticală aparte, cea a modalizatorilor, care nu au funcție sintactică în propoziție, dar pot fi cuvinte propoziții, inclusiv propoziții principale. Exemple: Desigur că nu pot lipsi de la ședință, Bineînțeles că va veni.
Alte adverbe ar fi predicative prin omiterea verbului copulativ, atunci când sunt nume predicative: Bine că am dovedit să semănăm la timp, Rău că nu ne-am putut întâlni.
În fine, și adverbul repede, care este adverb propriu-zis, de regulă complement circumstanțial de mod, ar putea fi predicat: Repede acasă!

### Predicatul nominal
În gramatici ale unor limbi, predicat nominal este considerat a fi cel format dintr-o parte numită nume predicativ, care este legat de subiect printr-un așa-numit verb copulativ.
Verbul copulativ exprimă categoriile gramaticale ale predicatului la fel ca predicatul verbal. Este copulativ prin excelență a fi în toate limbile menționate în acest articol, când nu are sensul lexical „a exista” ex. ro  Munții sunt înalți. Limba maghiară prezintă particularitatea că la indicativ prezent, persoana a III-a singular și plural este omis obligatoriu, ex. Az apám kovács „Tatăl meu este fierar” (lit. „Tatăl meu fierar”). La celelalte forme ale verbului, acesta este prezent (ex. A fiú okos volt „Băiatul era inteligent”), acest predicat fiind numit nominal-verbal.
Sunt considerate copulative și mai multe alte verbe, în număr diferit la diferiți gramaticieni. După Avram 1997, mai sunt copulative a deveni, care este totdeauna astfel (El devine palid), și a însemna, când are sensul „a semnifica” (Învățătura înseamnă muncă). Bărbuță 2000 menționează și alte verbe, care adaugă predicatului o nuanță semantică suplimentară, fiind numite și semicopulative: a ajunge, a se face, a rămâne, a părea.
În legătură cu gramatici ale limbii franceze, Dubois 2002 amintește drept tot copulative verbe ca devenir „a deveni”, sembler „a părea”, paraître „a părea”, rester „a rămâne”.
Referitor la gramatici ale limbii engleze, Bussmann 1998 menționează verbe cu același sens ca cele din română (become „a deveni”, seem „a părea”, get „a deveni”) și afirmă că mai sunt considerate copulative și altele. Crystal 2008, referindu-se tot la gramatici engleze, adaugă și alte verbe (în propoziții): She feels angry „Se simte furioasă”, That looks nice „(Asta) arată drăguț”, He fell ill „S-a îmbolnăvit” (lit. „A căzut bolnav”).
În gramatici ale limbii maghiare, numai trei verbe sunt considerate copulative: Író vagyok „Sunt scriitor(oare)”, Tiszta maradtál „Ai rămas curat(ă)”, Húszéves múltál „Ai trecut de (vârsta de) douăzeci de ani”.
Verbul copulativ poate lipsi în română:
- în propoziție independentă, când poate fi subînțeles: Vorba multă, sărăcia omului[45];
- în propoziții învecinate, pentru evitarea repetării sale[46]:

- în propoziție coordonată cu una precedentă: El era vesel, iar ea tristă;
- în dialoguri: – Era trist? – Trist.

Numele predicativ poate fi exprimat prin:
- substantiv: ro  Tatăl lui a fost țăran[39];
- pronume de orice fel: fr  Il deviendra quelqu’un „Va deveni cineva”[47];
- adjectiv: hu  Még zöld a cseresznye „Cireșele sunt încă verzi”[16];
- locuțiune adjectivală: fr  Il est à couteaux tirés avec elle „Ea este la cuțite cu ea” (lit. „… la cuțite trase…”)[48];
- numeral: sr  Četiri i tri su sedam „Patru cu trei fac șapte”[49];
- adverb: ro  Ea nu e așa[46];
- verb la participiu: fr  Je suis hésitant (participiu prezent) „Stau la îndoială” (lit. „Sunt ezitant”), Le marché paraissait conclu (participiu trecut) „Târgul părea încheiat”[50];
- verb la infinitiv: ro  Datoria noastră este a munci[46];
- verb la supin: ro  El era de invidiat[46].

Și în alte limbi sunt construcții echivalente cu cea precedentă, dar se exprimă cu alte moduri:
- fr  infinitivul: Cela est à prouver „Aceasta e de dovedit”[51];
- hu  forma numită de participiu viitor: A második feladat lemásolandó „Celălalt exercițiu este de copiat”[16].

Echivalentă cu numele predicativ este propoziția predicativă: ro  El este ce nu pare, fr  Le malheur, c’est qu’il est tombé à dix mètres de l’arrivée „Necazul este că a căzut la zece metri de la sosire”.

## Structuri de predicat
În unele gramatici, predicatul se tratează și din punctul de vedere al complexității, în relație cu tipul său.
După Lengyel 2000, predicatul verbal poate fi simplu, când este format dintr-un singur verb la un mod personal, inclusiv când este la un timp compus, sau dublu, format din verbul impersonal hu  kell „a trebui” + un verb la modul conjunctiv: El kellett olvassunk néhány könyvet „A trebuit să citim câteva cărți”.
Predicat complex ar fi în primul rând cel verbal cu structura verb semiauxiliar + verb la infinitiv, sau cu ordinea inversă, infinitiv + semiauxiliar. În gramatici ale limbii maghiare sunt admise numai trei asemenea verbe, de trei tipuri diferite:
- talál – cu sensul lexical „a găsi”, folosit ca auxiliar de modalitate pentru exprimarea caracterului eventual al acțiunii: De ha farkas talál jönni? „Dar dacă se întâmplă să vină un lup?”
- szokott – numai semiauxiliar de aspect, folosit numai cu formă de trecut (inclusiv referitor la prezent), pentru repetarea caracterului repetat al acțiunii: Kati gyakran szokott uszodába járni „Kati obișnuiește/obișnuia să meargă deseori la piscină”;
- tetszik – cu sensul lexical „a plăcea”, folosit ca semiauxiliar pragmatic în adresarea politicoasă: Holnap tetszik feleltetni? „Mâine ne ascultați?”, lit. „Mâine vă place a asculta?” (elev către profesor).

Tot complex ar fi și predicatul nominal cu structura verb semiauxiliar (cele de mai sus) + nume predicativ (sau nume predicativ + verb semiauxiliar) + verb copulativ la infinitiv:
- Bánatos talál lenni „Se întâmplă să fie trist(ă)”;
- Márton szokott leggyorsabb lenni a terítésnél „Márton este/era de obicei cel mai rapid la pus masa”;
- Csak nem tetszik álmos lenni? „Doar nu vă e somn?”

Și Bărbuță 2000 ia în seamă o varietate complexă de predicat nominal asemănătoare, numind-o „predicat verbal-nominal”. Exemple:
- cu semiauxiliar modal: El poate să fie calm;
- cu semiauxiliar aspectual: El începe să fie încăpățânat.

Avram 1997 nu ia în seamă un asemenea predicat, considerând că verbele modale și aspectuale pot fi predicate chiar dacă sunt insuficiente din punct de vedere lexical.

## Acordul predicatului
Faptul că subiectul îi conferă predicatului din categoriile sale gramaticale înseamnă că acesta se acordă în general cu subiectul. Pentru aceasta există reguli generale și unele speciale.

### Reguli generale
În limbile menționate aici, ca regulă generală, predicatul verbal și verbul copulativ al predicatului nominal se acordă gramatical în persoană și număr cu subiectul, în general dacă acesta este simplu și exprimat printr-o parte de vorbire nominală. În unele limbi, ca româna, în anumite cazuri, acordul se face și în gen. Acordul numelui predicativ se face în general când este exprimat printr-un adjectiv, dacă subiectul este exprimat printr-o parte de vorbire nominală, în număr și, în funcție de limbă, în gen. Acordul este exprimat morfologic în măsura mai mare sau mai mică în care limba dată dispune de morfeme pentru aceasta. Exemple:
- ro  El s-a ascuns în casă[41];
- fr  Nous dormons „(Noi) dormim”[54];
- en  The cat bit the dog „Pisica a mușcat câinele”[55];
- hr  Autobus će stići za pola sata „Autobuzul va sosi peste o jumătate de oră”[18];
- hu  Ki kopog? „Cine bate la ușă?”[56].

Acordul cu predicatul verbal se face și în gen dacă acesta există în limba dată, și în măsura în care este reprezentat. Aceasta se întâmplă când verbul auxiliar este a fi și se manifestă la participiul verbului cu sens lexical, în primul rând când predicatul este la diateza pasivă:
- ro  Ei sunt lăudați de profesori[6];
- fr  Le voleur a été arrêté par le policier „Hoțul a fost arestat de polițist”[54];
- sr  Škola je otvorena 1932. godine „Școala a fost deschisă în anul 1932”[57];

În limbi ca cele din diasistemul slav de centru-sud sau în franceză, acordul în gen se face și la diateza reflexivă, în cazul verbelor tranzitive, la timpurile compuse cu participiul. În franceză, acest acord este sesizabil mai degrabă în scris decât în vobire. Exemple:
- hr  Upravo sam se počešljala „Tocmai m-am pieptănat” (subiect feminin singular deductibil din forma participiului)[58];
- fr  Ils se sont affirmés plus travailleurs qu’intelligents „S-au afirmat ca fiind mai mult muncitori decât inteligenți”[59].

În diasistemul slav de centru-sud, în care și la diateza activă timpurile compuse cu participiul au ca verb auxiliar cel corespunzător cu a fi, se face de asemenea acordul în gen: sr  Da li ste videle ovo? „Ați văzut asta?” (subiect feminin plural deductibil din forma participiului).
În franceză, folosirea auxiliarului a fi la diateza activă este limitat la un număr redus de verbe intranzitive, deci numai la acestea este participiul acordat în gen cu subiectul: Les marchandises sont arrivées (feminin) „Au sosit mărfurile”. În schimb, tot la diateza activă, în această limbă predicatul cu auxiliarul avoir „a avea” se acordă în gen și număr nu cu subiectul, ci cu complementul direct, dar numai dacă acesta este exprimat înaintea predicatului: Quels efforts avez-vous faits ? (masculin) „Ce eforturi ați făcut?”.

### Reguli speciale
Dacă subiectul este simplu, dar exprimat printr-un substantiv colectiv la singular, acordul poate fi gramatical (formal), adică și predicatul este la singular, dar poate fi și semantic (după înțeles), deci la plural. Într-o limbă ca maghiara, de exemplu, în acest caz, acordul este de regulă gramatical, dar de pildă în română sau în franceză, poate fi de ambele feluri cu unele substantive:
- ro  Majoritatea a venit sau Majoritatea au venit[63];
- fr  Parmi les personnes infectées, un tiers a (singular) entre 15 et 24 ans „Printre persoanele infectate o treime au între 15 și 24 de ani”[64], dar La plupart sont (plural) venus „Majoritatea au venit”[65].

În caz de subiect multiplu exprimat prin cuvinte de persoana a III-a, în română, în franceză sau în diasistemul slav de centru-sud, acordul în număr se face de regulă la plural, dar în unele situații poate fi la singular:
- ro  Premierul și ministrul de externe vor sosi […][66], dar Le iese înainte împăratul Verde, fetele sale, spânul și toată curtea împărătească (Ion Creangă)[67].
- fr  Jeanne et Marianne se sont tues „Jeanne și Marianne au tăcut”[68], dar Leur condition et l’état du monde les força (singular) d’être toujours en armes „Condiția lor și starea lumii îi siliră să fie mereu înarmați” (Anatole France)[69];
- hr  Sad su ga oblačile Draga i Vojvotkinja „Acum îl îmbrăcau Draga și Vojvotkinja”, dar Ove godine poharala je (singular) tuča i suša silno vinograde „Anul acesta grindina și seceta au lovit tare viile”[70].

În maghiară este invers, acordul se face de regulă la singular și excepțional la plural: Tanár és diák együtt pakol (singular) sau, mai rar, pakolnak a szertárban (plural) „Profesorul și elevul fac împreună pachete în laborator”.
Dacă subiectele sunt de persoane diferite, acordul în număr se face la plural, iar cel în persoană după cum urmează:
- persoana I și a II-a; I și a III-a; I, a II-a și a III-a → persoana I:

- ro  Eu și tu / Eu și el / Eu, tu și el plecăm la teatru;
- fr  Ni moi, ni lui, ni ses amis, ni ses ennemis ne l’oublierons „Nici eu, nici el, nici prietenii lui, nici dușmanii lui nu-l vom uita” (Honoré de Balzac);
- hr  Pogledali smo se Draga i ja „Draga și eu ne-am uitat unul la altul”;
- hu  Én és te szeretjük egymást „Eu și tu ne iubim”;

- persoana a II-a și a III-a:

- în unele limbi, → persoana a II-a, inclusiv de politețe:

- ro  Tu și ei veți veni mâine dimineață;
- fr  Je serais désolé que vous ou Souza ne fussiez pas des nôtres „Mi-ar părea rău ca dumneavoastră sau Souza să nu vă alăturați nouă” (André Gide);

- în alte limbi, de exemplu maghiara:

- în relația cu voi → persoana a II-a: Ti és ők mikor ismerkedtetek meg? „Tu și ei când v-ați cunoscut?”
- în relația cu dumneata/dumneavoastră, cel puțin cu un destinatar → persoana a III-a: Ön, Pista bácsi és te, Jóska, üljenek ide! „Dumneavoastră, nea Pista, și tu, Jóska, așezați-vă aici”.

Cu subiecte de genuri diferite, acordul se face în general la masculin plural:
- ro  Elevii și elevele au fost felicitați[73];
- fr  Lucien et Françoise se sont aperçus en même temps de leur erreur „Lucien și Françoise și-au dat seama în același timp de greșeala lor”[74];
- hr  Ona i muž nisu ni pomišljali da legnu „Ea și soțul ei nici nu se gândeau să se culce”[70].